# Белое (Львовская область)
Бе́лое (укр. Біле) — село в Перемышлянской городской общине Львовского района Львовской области Украины.
Население по переписи 2001 года составляло 642 человека. Занимает площадь 3.770 км². Почтовый индекс — 81235. Телефонный код — 3263.